# 莫伊朗格
莫伊朗格（Moirang），是印度曼尼普尔邦Bishnupur县的一个城镇。总人口16684（2001年）。

## 人口
该地2001年总人口16684人，其中男性8483人，女性8201人；0—6岁人口2155人，其中男1072人，女1083人；识字率63.51%，其中男性为71.31%，女性为55.44%。